# Байраміч (ільче)
39°48′31″ пн. ш. 26°36′47″ сх. д. / 39.8086241° пн. ш. 26.6130041° сх. д.
Байраміч (тур. Bayramiç) — ільче (округ) у складі ілу Чанаккале на заході Туреччини. Адміністративний центр — місто Байраміч.

## Склад
До складу ільче (округу) входить 3 буджаки (райони) та 77 населених пунктів (1 місто та 76 сіл):
| Поселення | Площа, км² | Населення, осіб (2011) | Центр      | Населені пункти |
| --------- | ---------- | ---------------------- | ---------- | --------------- |
| Байраміч  | -          | 20966                  | Айваджик   | 33              |
| Евджилер  | -          | 6197                   | Евджилер   | 16              |
| Їгітлер   | -          | 3308                   | Їгіталілер | 28              |

### Найбільші населені пункти
| №  | Населений пункт | Населення, осіб (2011) |
| -- | --------------- | ---------------------- |
| 1  | Байраміч        | 13 476                 |
| 2  | Евджилер        | 1 677                  |
| 3  | Тюркменлі       | 1 077                  |
| 4  | Чавушлу         | 545                    |
| 5  | Каракьой        | 505                    |
| 6  | Муратлар        | 498                    |
| 7  | Далоба          | 463                    |
| 8  | Яссибаг         | 442                    |
| 9  | Гедік           | 425                    |
| 10 | Єшилкьой        | 414                    |